# 成瀬氏
成瀬氏（なるせし）は、武家・華族だった日本の氏族のひとつ。江戸時代に尾張藩付家老の犬山城主だった家で明治維新後独立した大名家と認められて尾張犬山藩を立藩し、廃藩置県後華族の男爵家、のちに維新の功により子爵家に列した。

## 歴史
明治の家譜によれば成瀬家は関白二条良基の息子基久の末裔と称している。三河国足助荘成瀬郷に住して成瀬を称したのに始まるという。正頼の代に松平清康に仕え、その子正一が長篠の戦いなどで戦功をあげた。正成の代に栗原藩主となったが、後に徳川家康の命令で尾張藩に付属され、竹腰家と並んで付家老となった。犬山城主として3万5000石を領した。官位は代々隼人正に任じられた。
正成が犬山城へ転封となった後に、栗原藩は正成の次男、之成が1万4000石の分与で相続したが、その子之虎が夭折したため無継改易となっている。
明治維新まで、犬山成瀬氏は陪臣の扱いを受け続けた。このため幕末から明治にかけての9代当主成瀬正肥は紀州や水戸の附家老と連携して大名への昇格を画策し、明治維新後、9代当主成瀬正肥は悲願の立藩を果たし、犬山藩主となった。明治2年の版籍奉還で犬山藩知事に転じるとともに華族に列し、明治4年の廃藩置県まで藩知事を務めた。
版籍奉還の際に定められた家禄は、現米で1824石。明治9年の金禄公債証書発行条例に基づき、家禄と引き換えに支給された金禄公債の額は、5万562円40銭（華族受給者中125位）。
明治17年（1884年）華族令が発布された際には旧附家老系諸侯華族は叙爵内規上「一新後華族に列せらるる者」に分類されて江戸時代から諸侯だった家より格下の男爵位を与えられたが、成瀬家については維新の功績により明治24年（1891年）に子爵に陞爵している。
大正4年（1915年）には10代当主成瀬正雄子爵が正肥の幕末維新期の功を理由にさらに伯爵へ陞爵があるよう請願書を出しているが不許可となった。
11代当主に東京大学教授で国文学者の成瀬正勝。また成瀬家は2004年（平成16年）まで国宝の犬山城を代々私有していたが、同年に財団法人犬山城白帝文庫に移管された。

## 当主

### 成瀬宗家歴代当主
1. 成瀬基久（称・二条良基 庶子）
2. 成瀬基直
3. 成瀬政直
4. 成瀬直庸
5. 成瀬国平
6. 成瀬国重
7. 成瀬正頼
8. 成瀬正義
9. 成瀬正一
10. 成瀬正成 初代犬山藩主）
11. 成瀬正虎
12. 成瀬正親
13. 成瀬正幸
14. 成瀬正泰
15. 成瀬正典
16. 成瀬正壽
17. 成瀬正住
18. 成瀬正肥 最後の藩主、子爵
19. 成瀬正雄 子爵
20. 成瀬正勝 国文学者
21. 成瀬正俊
22. 成瀬正浩

### 栗原成瀬家歴代当主
1. 成瀬正成（初代藩主）
2. 成瀬之成
3. 成瀬之虎（無継断絶）

### 成瀬掃部家（加賀藩）
正一の次男、吉正は、はじめ家康の小姓として仕えるが出奔。浅野幸長、小早川秀秋、前田利常に仕え、最終的に加賀藩の家老となり1万1千石を領する。子孫は、人持組の成瀬掃部家。

### 成瀬吉右衛門家（旗本）
正一の家督は四男、正勝が相続する。

### 成瀬（伊東）家（飫肥藩）
正一の三男、正武の子孫。正武切腹後は妻於仙の実家に戻り、飫肥藩の一門三家の内、伊東主水家、伊東図書家の祖となる。正武の嫡系子孫は尾張藩士となり、青松葉事件で斬首となった正順はその家から出た。